# Aguilons de Lwów

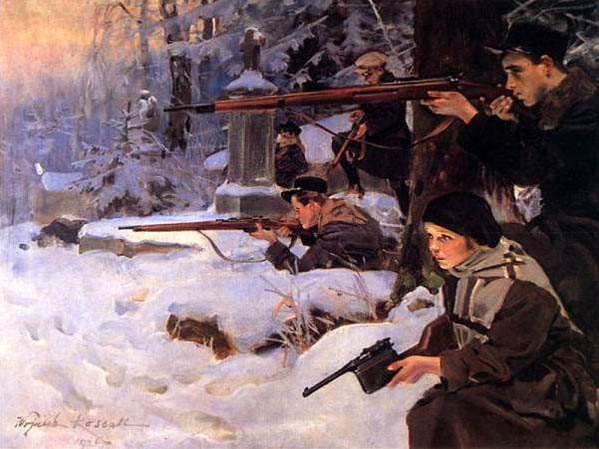
Els Aguilons de Lwów; defensors del Cementiri, pintura a l'oli de Wojciech Kossak, 1926, 90 x 120 cm, Museu de l'Exèrcit Polonès, Varsòvia

Els Aguilons de Lwów (polonès: Orlęta lwowskie) és el terme afectuós aplicat als nens soldats polonesos que van defensar la ciutat de Lwów durant la Guerra polonesoucraïnesa de 1918-19.
Originàriament, el terme va ser aplicat exclusivament als joves voluntaris (com, que participà en la defensa de Lwów durant el setge ucraïnès de la ciutat entre l'1 i el 22 de novembre de 1918. Amb el temps, però, l'ús del terme s'amplià, i ara és emprat per designar a tots els joves soldats que van lluitar a la Galítsia Oriental en defensa de Polònia durant la Guerra polonesoucraïnesa i la Guerra poloneso-soviètica. A més dels joves defensors de Lwów, els de Przemysl també són anomenats com els Orlęta (Aguilons).
Després de la guerra polonesoücraïnensa, els Aguilons de Lwów van ser enterrats al Cementiri dels Defensors de Lwów, part del Cementiri de Lyczaków. Allà reposen les restes tant de la quitxalla com dels soldats adults, incloent els voluntaris estrangers de països com França o els Estats Units. Entre els Aguilons allà enterrats hi ha el jove de 14 anys Jerzy Bitschan, el defensor més jove de la ciutat, el nom del qual esdevingué una icona durant el període d'entreguerres polonès.
Després de l'annexió de la Galítsia oriental amb la ciutat de Lwów per la Unió Soviètica el 1939 (veure: Invasió soviètica de Polònia (1939)), les tombes van ser destruïdes el 1971, i el cementiri va ser transformat en un dipòsit de camions. Després de la dissolució de la Unió Soviètica i de l'establiment d'una Ucraïna independent, s'inicià la restauració del "Cementiri dels Aguilons", si bé va ser alentit per l'oposició dels nacionalistes ucraïnesos. Després del suport polonès a la Revolució Taronja Ucraïnesa (2004), l'oposició ucraïnesa declinà i el Cementiri va ser oficialment reobert com un cementiri polones-ucraïnès el 24 de juny del 2005. El darrer dels Aguilons supervivents, el Major Aleksander Salacki (nascut el 12 de maig de 1904), va morir a Tychy el 5 d'abril del 2008.